# Paragon Publishing
Paragon Publishing Ltd (или сокращенно Paragon) была издателем журналов в Великобритании, темой которых были компьютерные игры и другие развлечения. Компания действовала с 1991 по 2003 год.

## Краткая история
Paragon Publishing Ltd была основана в небольшом офисе в Троубридже, Уилтшир, бывшими сотрудниками Future Publishing Ричардом Монтейро и Дайан Тавенер. Небольшой командой сотрудников они начали работу над своим первым изданием - Sega Pro.
С успехом Sega Pro компания начала расширяться и выпустила несколько других журналов, наняв больше сотрудников для их создания. Вскоре компания переехала в новое помещение в Борнмуте.
В течение следующего десятилетия компания продолжала публиковать журналы, ориентированные как на рынок видеоигр, так и на другие области.
В июле 2003 года Paragon Publishing и права на 30 журналов компании были проданы Highbury House Communications за 32 миллиона фунтов стерлингов. Imagine Publishing, созданная бывшими сотрудниками Paragon Дэмианом Баттом, Стивом Бойдом и Марком Кендриком, выкупила большую часть этих изданий, когда в начале 2006 года Highbury была ликвидирована.
Позже, в 2016 году, сама Imagine Publishing была приобретена Future Publishing.

## Ключевые издания
За десятилетие своего существования Paragon выпустила множество изданий, в основном про видеоигры, но позже перешла в другие сферы развлечений.

### Sega Pro
Первое журнальное издание компании имело большой успех. Журнал охватывает взрыв популярности Mega Drive от Sega в начале 90-х, а также Master System и Game Gear. Среди известных авторов в ранних выпусках были Доминик Хэнди, Лес Эллис, Дэйв Перри, Джеймс Скаллион и Дамиан Батт. Журнал издавался много лет, пока не исчезли сами Sega.

### Mega Power
После успеха Sega Pro в 1993 году было выпущено новое издание, посвященное Mega Drive и, в частности, Mega-CD. Журнал был первым консольным изданием, включавшим компакт-диск в комплекте.

### Console XS
Выходящий два раза в месяц журнал с советами по консольным играм, выпущенный в 1993 году. Включал читы, советы и руководства для консольных игр начала 90-х. После четырех выпусков журнал был разделён на две части: Sega XS, ориентированная исключительно на платформы Sega, и Super XS, охватывающая игры Nintendo.

### Games World: The Magazine
Games World - телешоу, основанное на видеоиграх, которое транслировалось по спутниковым каналам в начале 90-х годов. Продюсеры шоу, Hewland International, передали права на производство Games World: The Magazine компании Paragon. Содержание мультиформатного журнала в основном было сосредоточено на консолях Sega и Nintendo.

### Nintendo Pro
По аналогии с Sega Pro, Nintendo Pro сосредоточилась на линейке консолей Nintendo. Первоначально журнал назывался N64 Pro и был одним из изданий, которые Paragon Publishing получила в результате приобретения IDG Media, основанного в Маклсфилде.

### Play
Запущен в 1995 году компанией Paragon с Дэйвом Перри в качестве редактора. Был одним из первых изданных журналов, посвященных консолям PlayStation от Sony, позже включая PlayStation 2, PlayStation Portable и PlayStation 3. Это самый продолжительный журнал о PlayStation в Великобритании, последний выпуск которого вышел в 2016 году под издательством Future Publishing.

### PowerStation
Первоначально журнал о PlayStation, позже журнал с советами для игр PlayStation и Xbox 360, выпущенный одновременно с родственным изданием Play Дэйва Перри. Как и в случае с Console XS, в него включены читы, советы и руководства для игр. Вместе со своим родственным изданием PowerStation была куплена Imagine Publishing в 2006 году.

### Saturn+
Недолговечный журнал о Sega Saturn, выходивший шесть выпусков с Рождества 1995 года по февраль 1997 года.

### X Gen
Недолговечный мультиформатный журнал в стиле ACE и EDGE .

### 64 Magazine
Выпущенный в 1997 году 64 Magazine был посвящен консоли Nintendo 64.

### Dreamcast Magazine
Dreamcast Magazine был запущен в 1999 году и посвящён консоли Dreamcast от Sega.

### DVD Review
Выпущен в 1999 году, а затем приобретен Future Publishing.

### CUBE
Запущен в 2001 году и посвящён консоли GameCube от Nintendo.